# Aristea
Aristea är ett släkte av irisväxter. Aristea ingår i familjen irisväxter.

## Bildgalleri

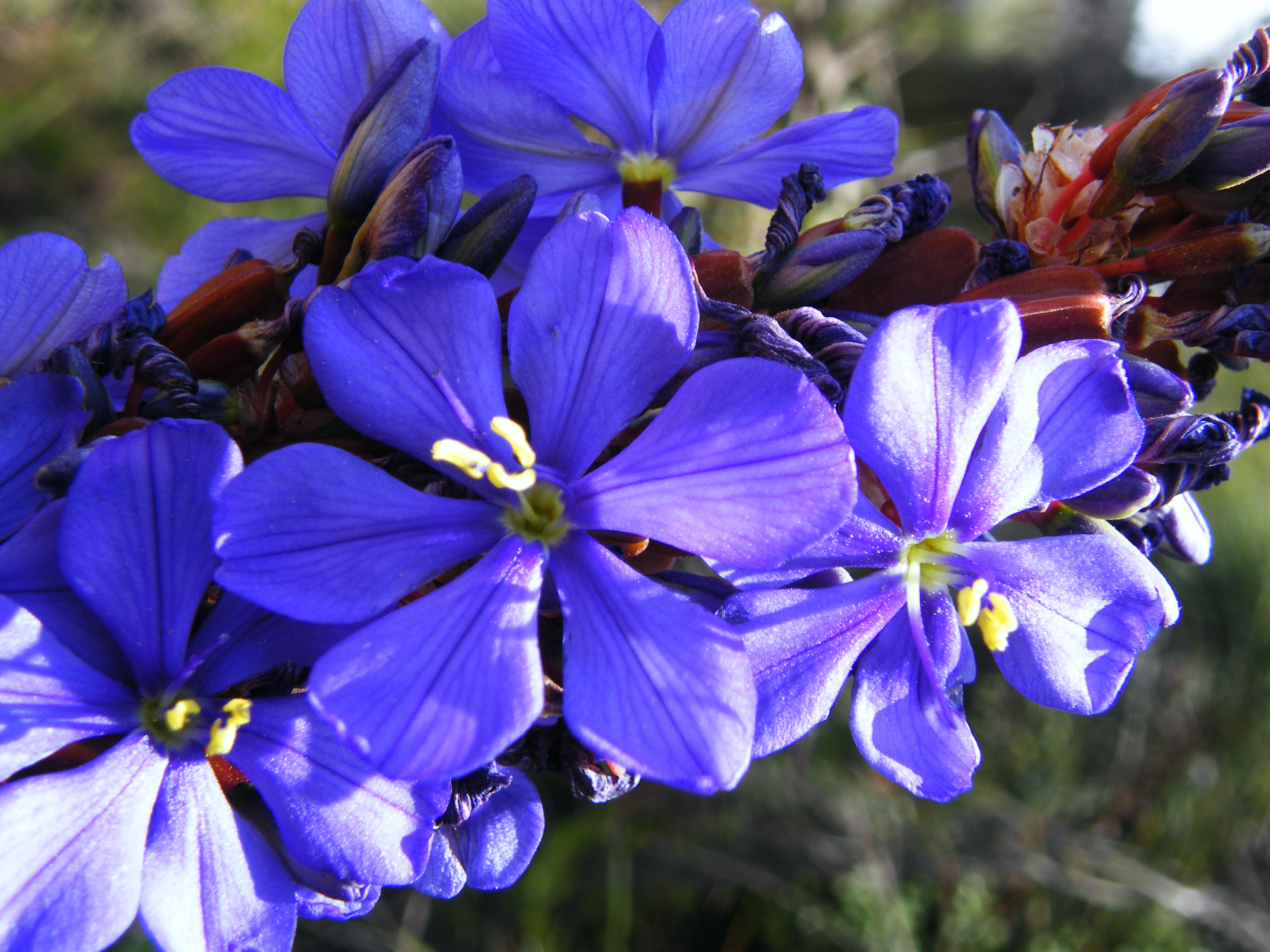
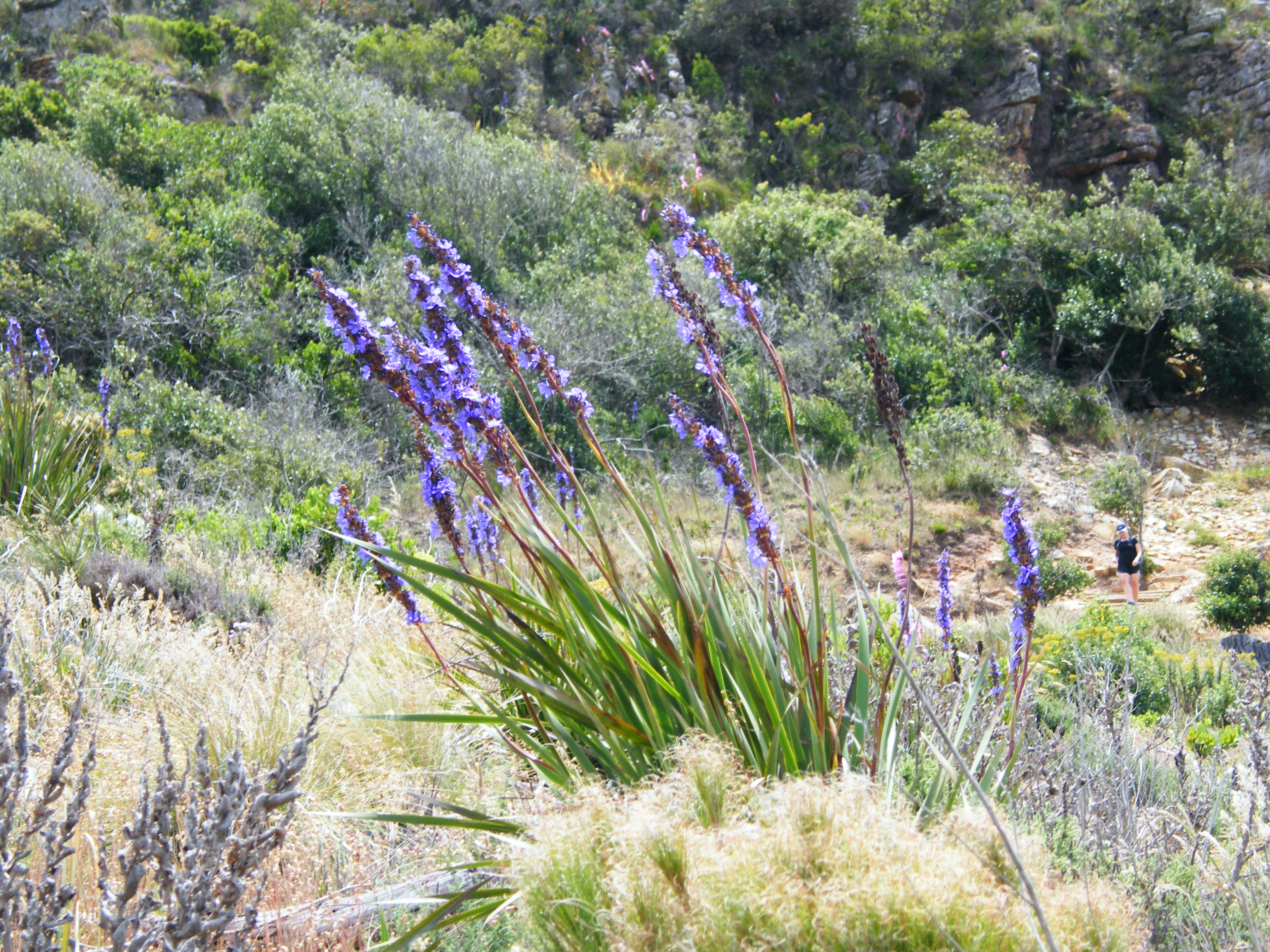
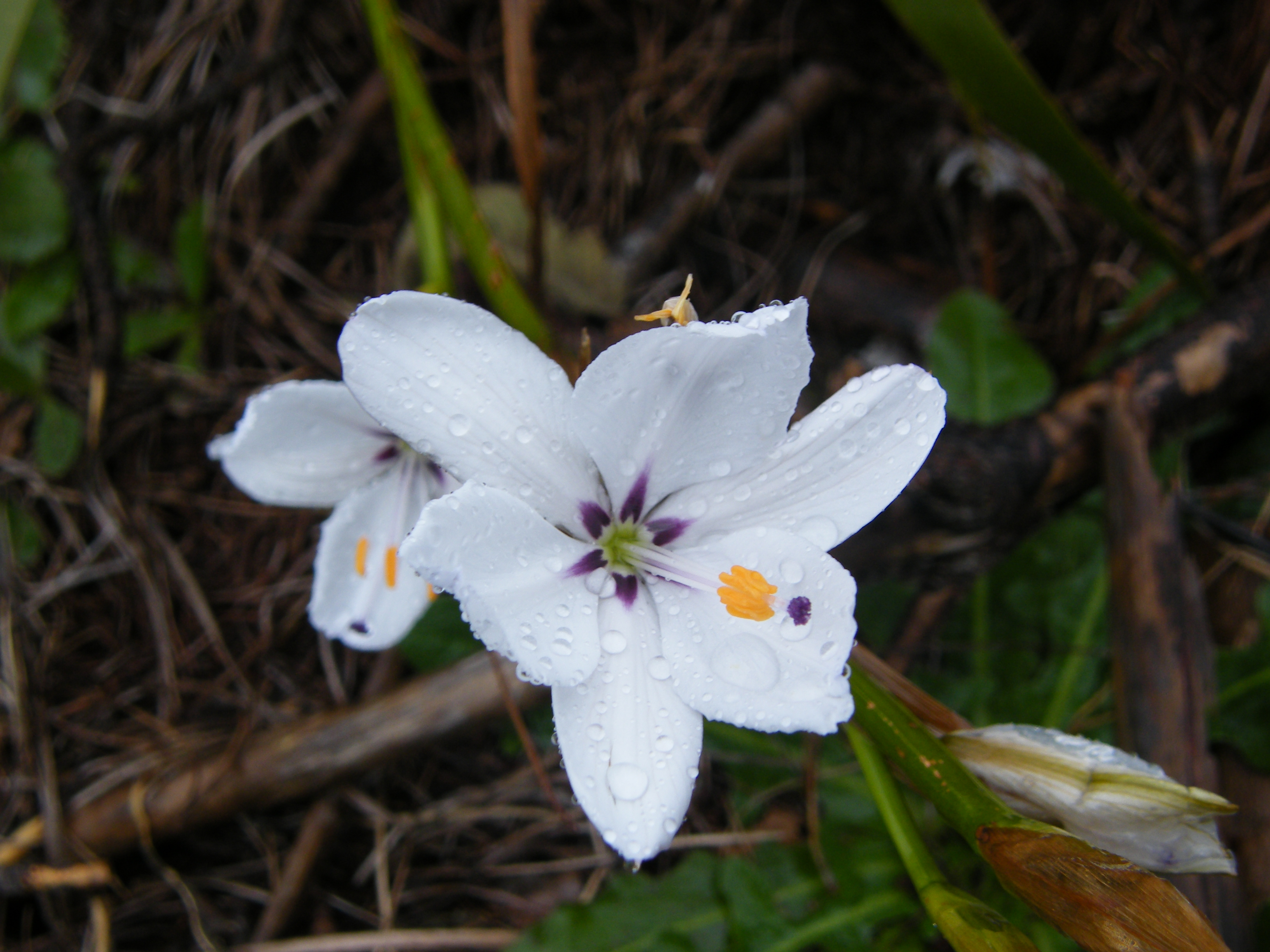
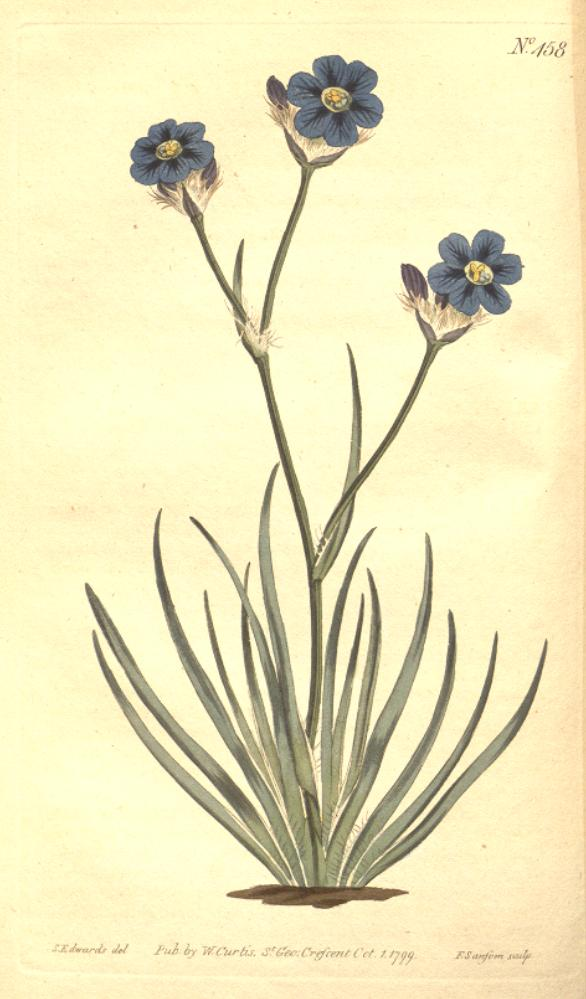
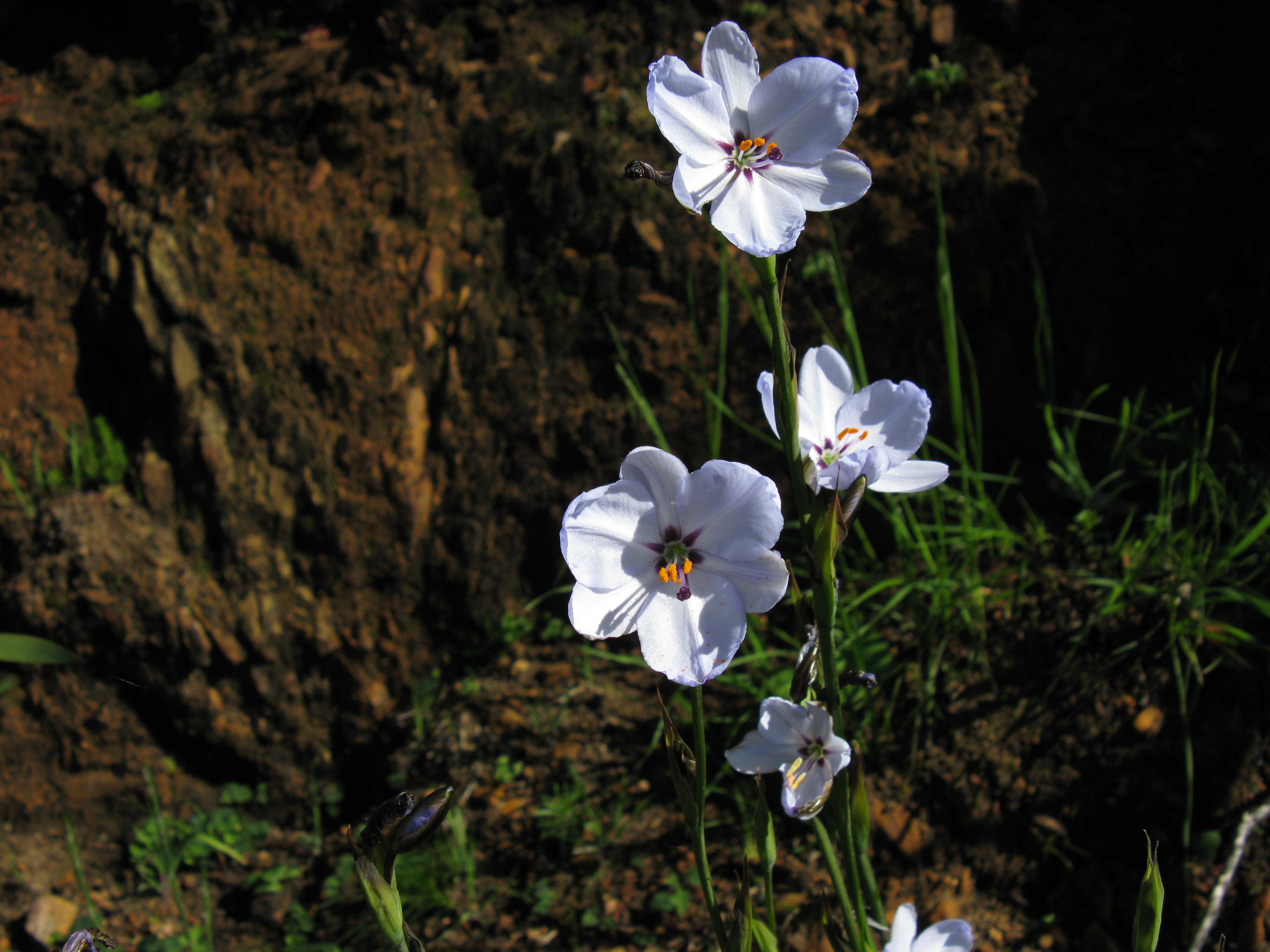

## Dottertaxa tillAristea, i alfabetisk ordning[1]
- Aristea abyssinica
- Aristea africana
- Aristea alata
- Aristea anceps
- Aristea angolensis
- Aristea angustifolia
- Aristea bakeri
- Aristea biflora
- Aristea cantharophila
- Aristea capitata
- Aristea cistiflora
- Aristea cladocarpa
- Aristea compressa
- Aristea cuspidata
- Aristea dichotoma
- Aristea djalonis
- Aristea ecklonii
- Aristea elliptica
- Aristea ensifolia
- Aristea fimbriata
- Aristea flexicaulis
- Aristea galpinii
- Aristea gerrardii
- Aristea glauca
- Aristea goetzei
- Aristea grandis
- Aristea humbertii
- Aristea inaequalis
- Aristea juncifolia
- Aristea kitchingii
- Aristea latifolia
- Aristea lugens
- Aristea madagascariensis
- Aristea montana
- Aristea monticola
- Aristea nana
- Aristea nigrescens
- Aristea nyikensis
- Aristea oligocephala
- Aristea palustris
- Aristea pauciflora
- Aristea platycaulis
- Aristea polycephala
- Aristea pusilla
- Aristea racemosa
- Aristea ranomafana
- Aristea recisa
- Aristea rigidifolia
- Aristea rupicola
- Aristea schizolaena
- Aristea simplex
- Aristea singularis
- Aristea spiralis
- Aristea teretifolia
- Aristea torulosa
- Aristea zeyheri